# Trifurcula bupleurella
Trifurcula bupleurella là một loài bướm đêm thuộc họ Nepticulidae. Nó được tìm thấy ở miền nam Pháp và bán đảo Iberia.
Ấu trùng ăn Bupleurum fruticosum và Bupleurum rigidum. The mine the leaves of their host plant.